# Luis Altieri
Luis Altieri (* 9. Juli 1962 in Buenos Aires) ist ein argentinischer Maler, Grafiker und Yogi.
Er studierte an der AEBA (Asociación Estímulo de Bellas Artes, Vereinigung Kunststimulation), und später in Workshops von Carlos Terribili, Carlos Tessarolo und Víctor Chab.

## Ausstellungen (Auswahl)
- 1996: Museo de Artes Plásticas Eduardo Sívori (Buenos Aires, Argentinien)
- 1997: Florida Museum of Hispanic and Latin American Art (Miami, Vereinigte Staaten)
- 2002: Casal de Cultura (Castelldefels, Spanien)
- 2002: Kunst10Daagse (Bergen, Niederlande)